# Рибаковщина
Рибако́вщина (рос. Рыбаковщина) — присілок у складі Свічинського району Кіровської області, Росія. Входить до складу Свічинського міського поселення.
Населення становить 129 осіб (2010, 184 у 2002).
Національний склад станом на 2002 рік — росіяни 95 %.